# Lijst van personen overleden in juli 2016
Dit is een lijst van bekende personen die zijn overleden in juli 2016.

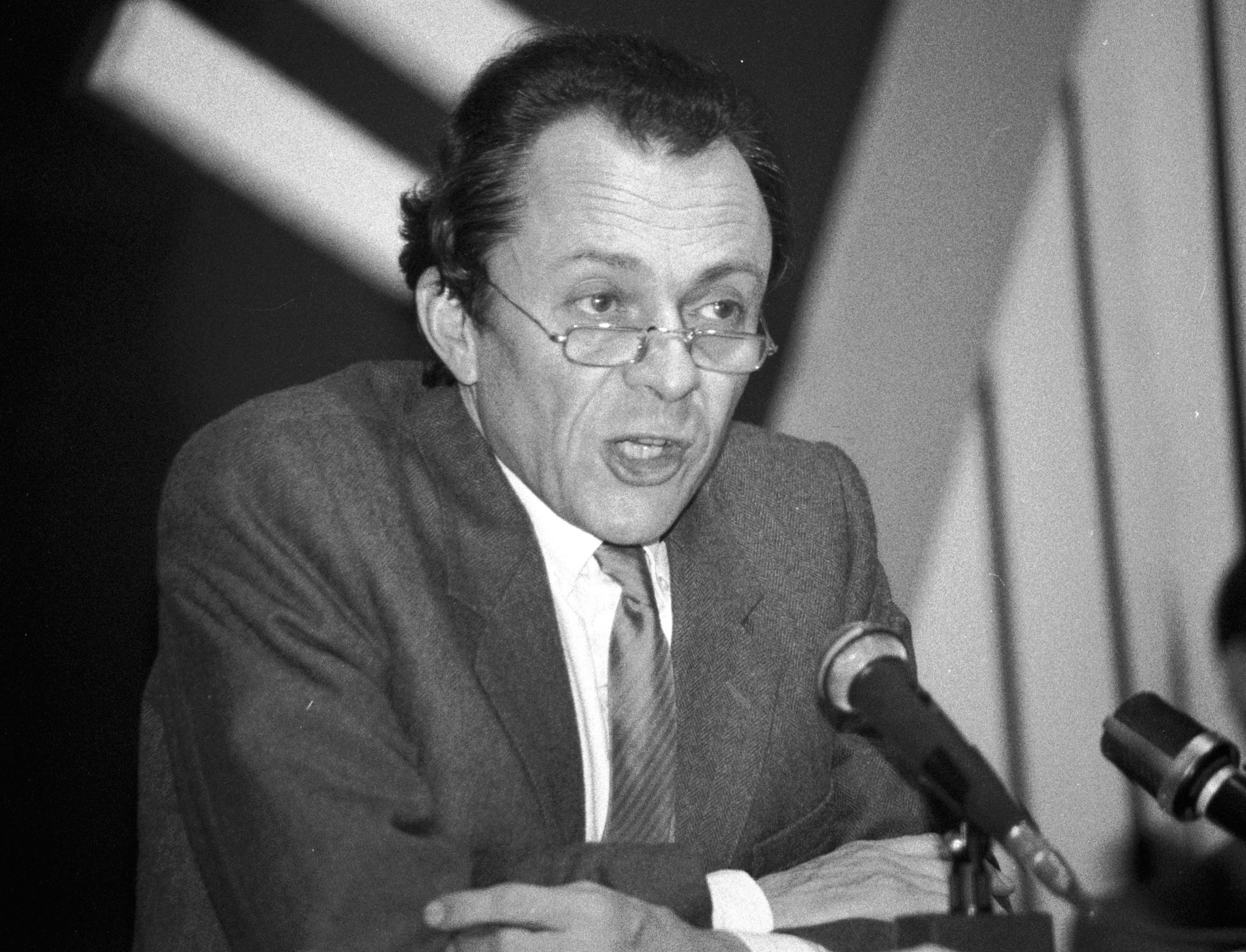
Michel Rocard
2 juli

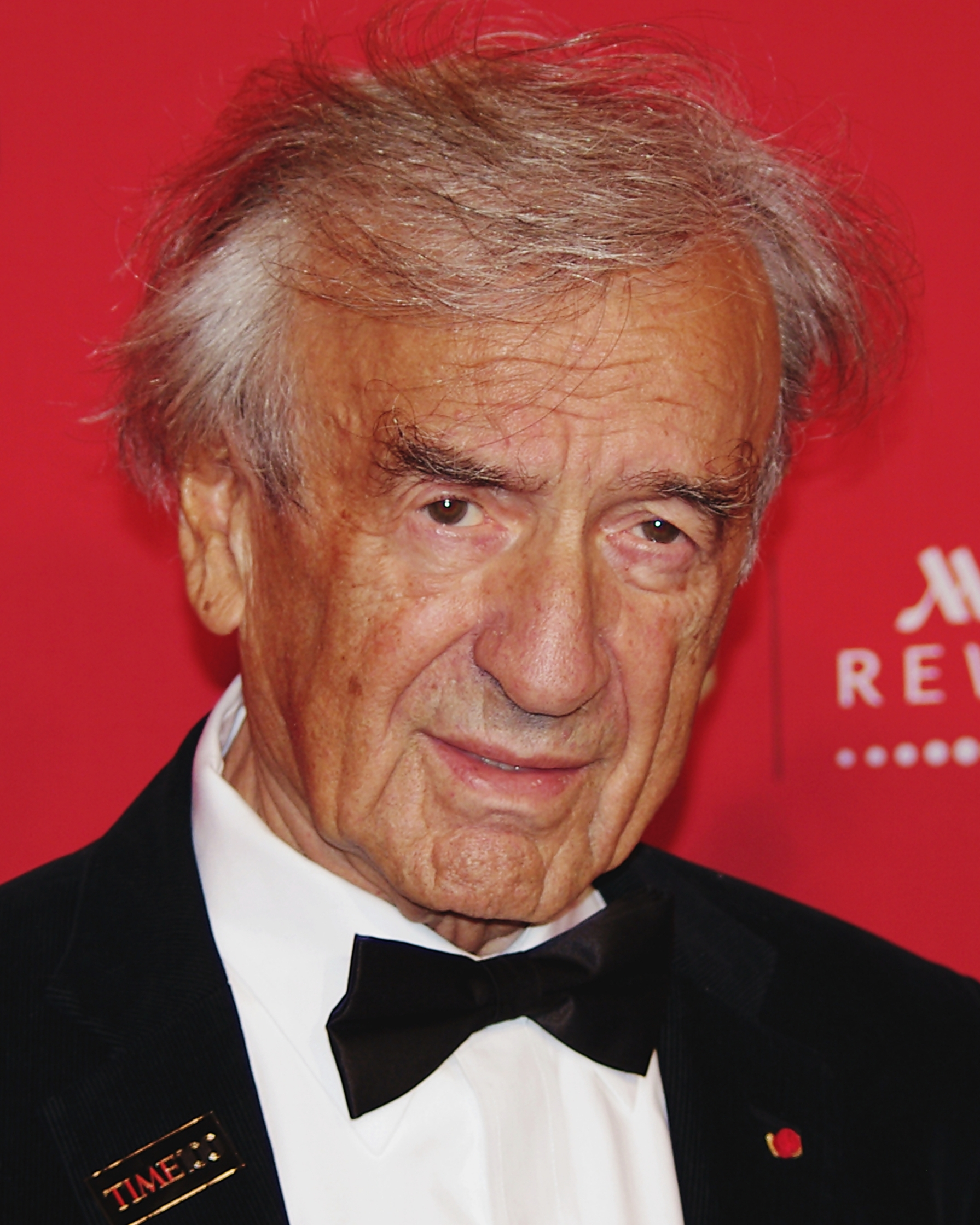
Elie Wiesel
2 juli

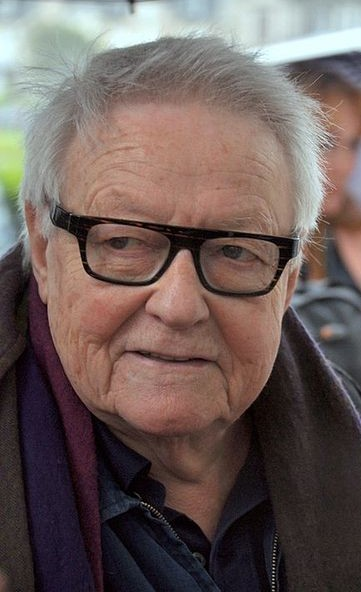
Roger Dumas
3 juli

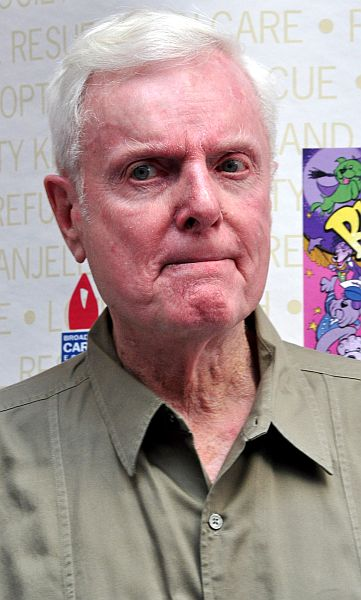
John McMartin
7 juli

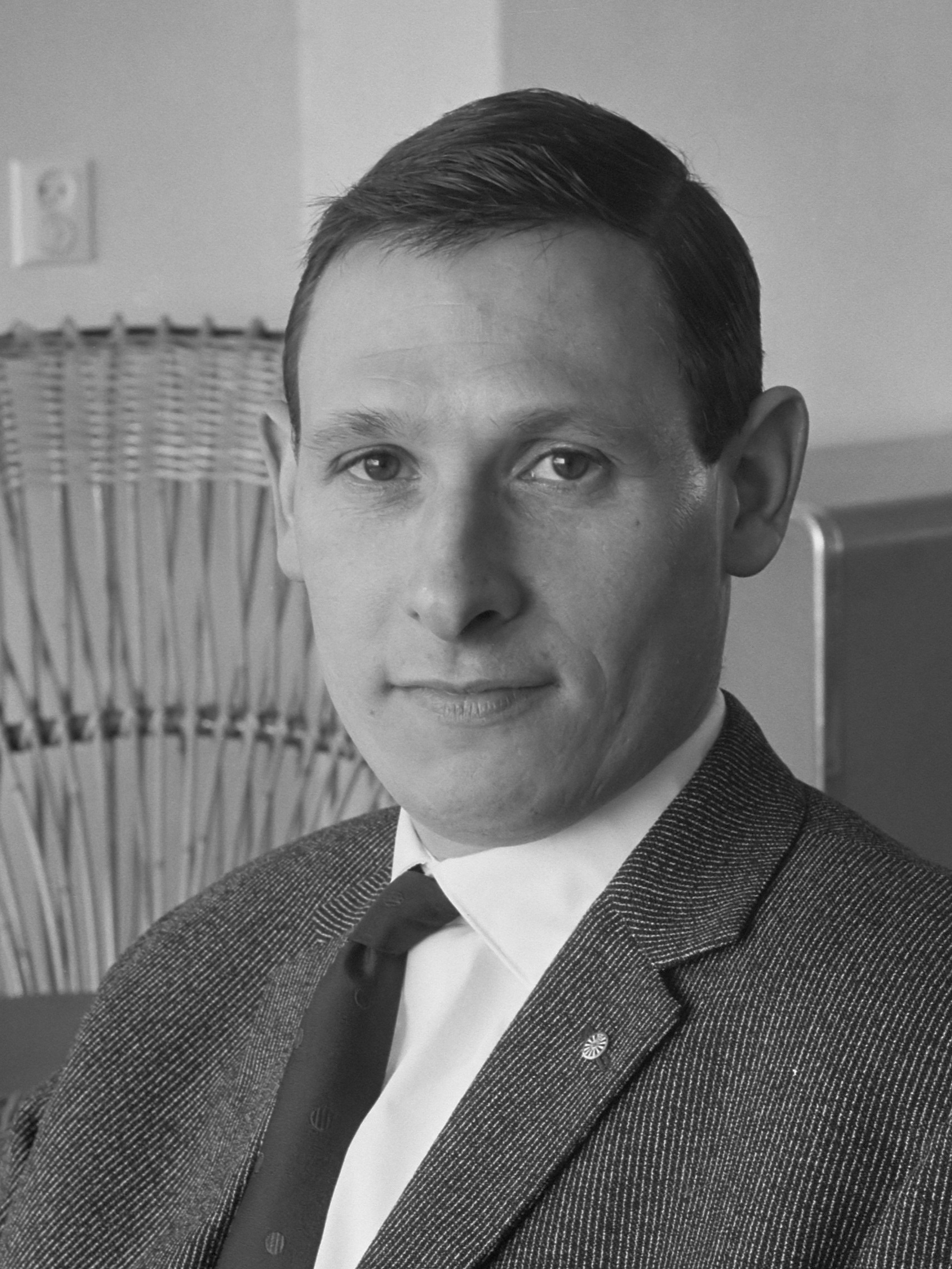
Simon Levie
12 juli

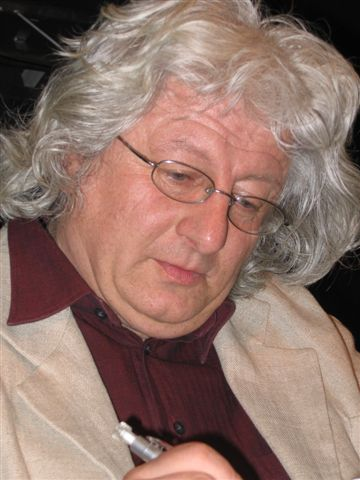
Péter Esterházy
14 juli

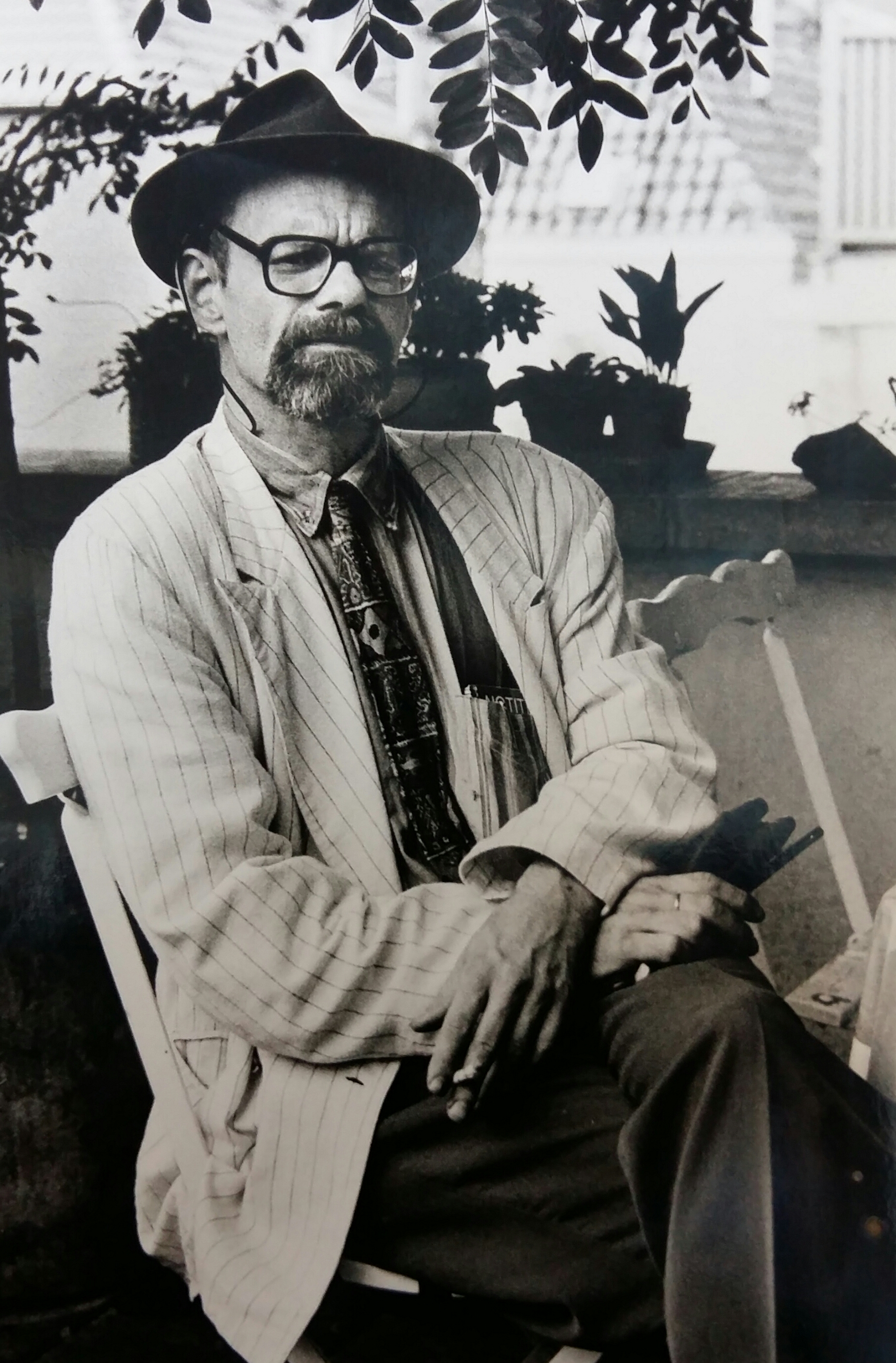
Hans Vlek
15 juli

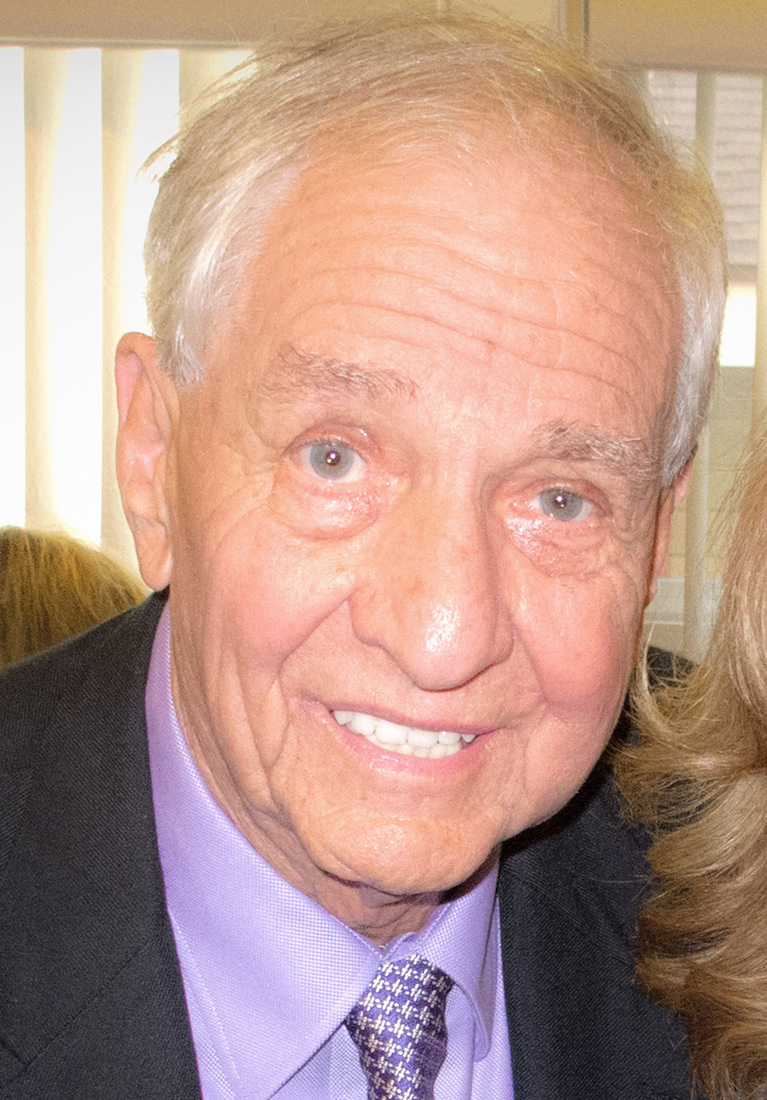
Garry Marshall
19 juli

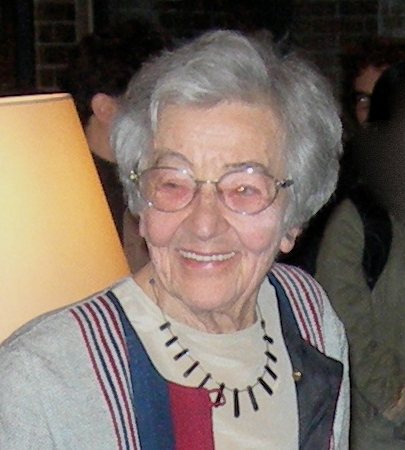
Ursula Franklin
22 juli

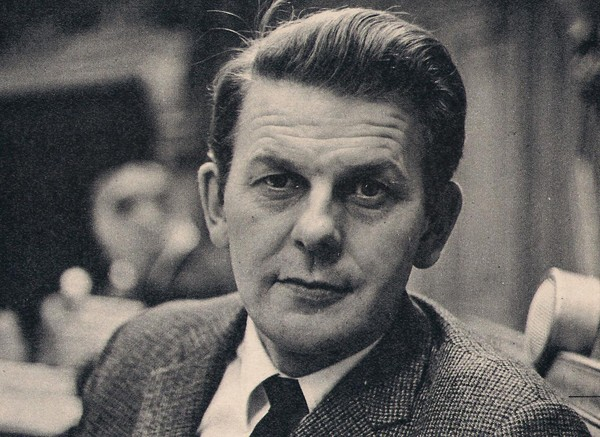
Thorbjörn Fälldin
23 juli

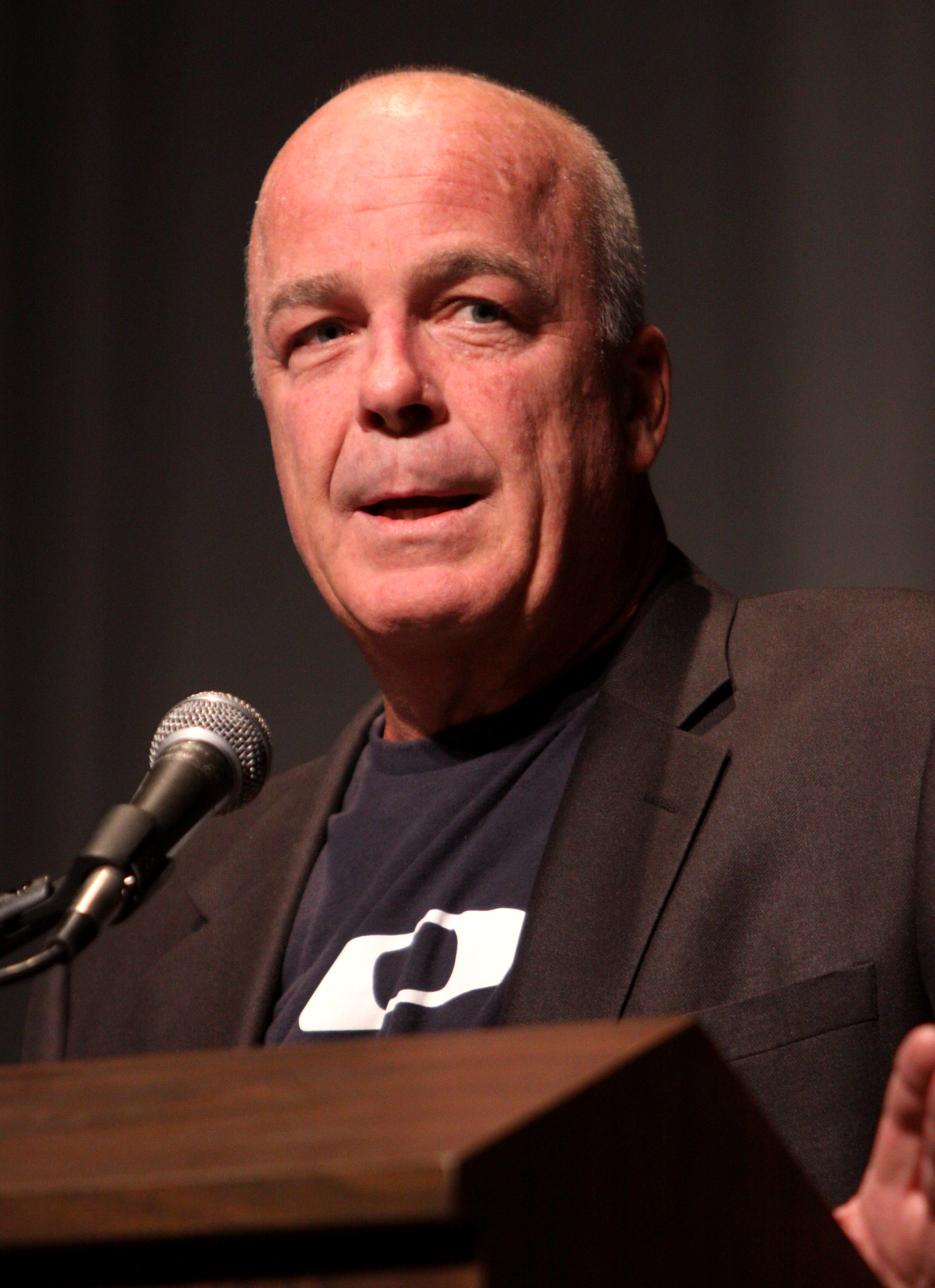
Jerry Doyle
27 juli

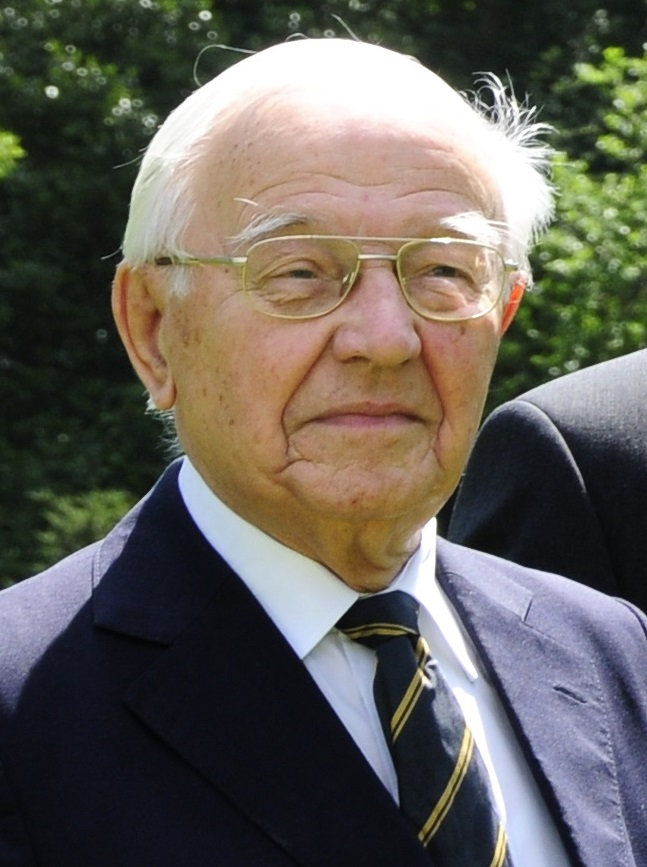
Piet de Jong
27 juli

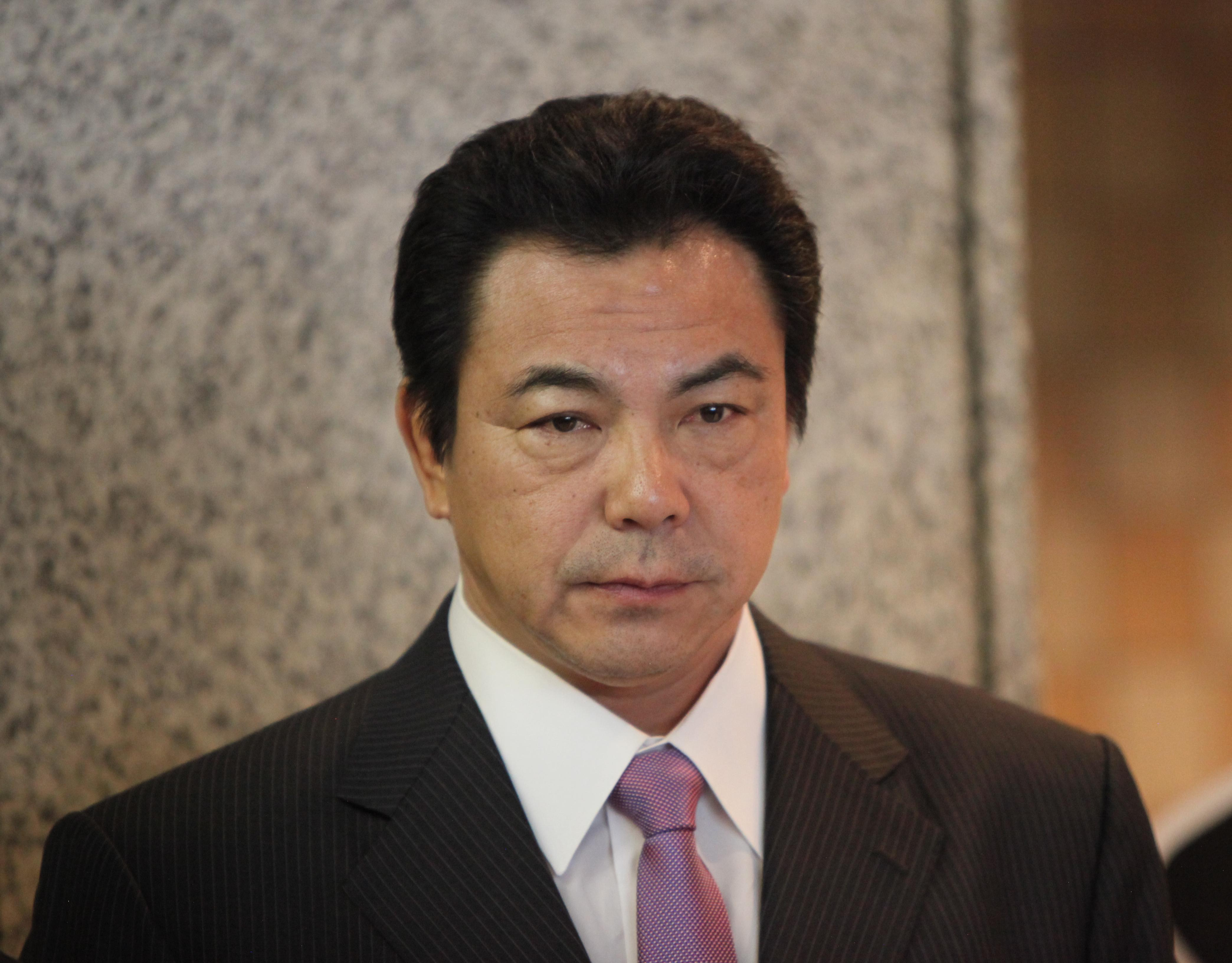
Chiyonofuji Mitsugu
31 juli

| 1 | 2 | 3 | 4 | 5 | 6 | 7 | 8 | 9 | 10 | 11 | 12 | 13 | 14 | 15 | 16 | 17 | 18 | 19 | 20 | 21 | 22 | 23 | 24 | 25 | 26 | 27 | 28 | 29 | 30 | 31 |
| - | - | - | - | - | - | - | - | - | -- | -- | -- | -- | -- | -- | -- | -- | -- | -- | -- | -- | -- | -- | -- | -- | -- | -- | -- | -- | -- | -- |

### 1 juli
- Eudoxie Baboul (114), Frans supereeuwelinge[1]
- Yves Bonnefoy (93), Frans dichter[2]
- Robin Hardy (86), Brits filmregisseur[3]
- James Victor (76), Amerikaans-Dominicaans acteur[4]

### 2 juli
- Caroline Aherne (52), Brits actrice[5]
- Michael Cimino (77), Amerikaans regisseur[6]
- Renée de Haan (61), Nederlands zangeres[7]
- Rudolf Emil Kálmán (86), Hongaars-Amerikaans elektrotechnicus en wiskundige[8]
- Patrick Manning (69), politicus uit Trinidad en Tobago[9]
- Michel Rocard (85), Frans politicus[10]
- Elie Wiesel (87), Amerikaans schrijver en Holocaustoverlevende[11]

### 3 juli
- Roger Dumas (84), Frans acteur[12]
- Mitch Fenner (70), Brits turncoach[13]
- Noel Neill (95), Amerikaans actrice[14]

### 4 juli
- Abbas Kiarostami (76), Iraans filmmaker en -regisseur[15]

### 5 juli
- Janine Devroye (86), Belgisch coloriste[16]

### 6 juli
- Michel Coloni (88), Frans bisschop[17]
- Nicolau de Figueiredo (56), Braziliaans muzikant[18]
- Turgay Şeren (84), Turks voetbaldoelman[19]

### 7 juli
- John McMartin (86), Amerikaans acteur[20]

### 8 juli
- Robert De Middeleir (77), Belgisch wielrenner[21]
- William Hardy McNeill (98), Canadees historicus[22]
- Goldie Michelson (113), Amerikaans supereeuwelinge[23]
- Jacques Rouffio (87), Frans filmregisseur, scenarioschrijver en filmproducent[24]
- Sydney Schanberg (82), Amerikaans journalist[25]
- Huub Strous (73), Nederlands burgemeester[26]

### 9 juli
- Víctor Barrio (29), Spaans stierenvechter[27]
- Ernest Brenner (84), Luxemburgs voetballer[28]
- Gladys Hooper (113), Brits supereeuwelinge[29]
- Jan Kaptein (90), Nederlands ondernemer[30]
- Jackie McInally (79), Schots voetballer[31]
- Silvano Piovanelli (92), Italiaans kardinaal[32]

### 10 juli
- Norbert Joos (55), Zwitsers alpinist[33]
- Frans van den Oever (88), Nederlands voetballer[34]

### 11 juli
- Corrado Farina (77), Italiaans filmregisseur, scenarioschrijver en auteur[35]

### 12 juli
- Heintje Bondo (79), Nederlands dorpsfiguur[36]
- Seamon Glass (90), Amerikaans acteur[37]
- Goran Hadžić (57), Servisch-Kroatisch van oorlogsmisdaden verdacht politicus[38]
- Alain Labrousse (79), Frans socioloog en journalist[39]
- Simon Levie (91), Nederlands kunsthistoricus[40]
- Paul Wühr (89), Duits schrijver[41]
- Zygmunt Zimowski (67), Pools aartsbisschop[42]

### 13 juli
- Héctor Babenco (70), Argentijns filmregisseur[43]
- Käthy Gosschalk (74), Nederlands danseres en choreografe[44]
- Bernardo Provenzano (83), Italiaans maffiabaas[45]
- Carolyn See (82), Amerikaans schrijfster[46]

### 14 juli
- Helena Benitez (102), Filipijns politica[47]
- Eric Bergren (62), Amerikaans scenarioschrijver[48]
- Péter Esterházy (66), Hongaars schrijver[49]
- Lisa Gaye (81), Amerikaans actrice, zangeres en danseres[50]

### 15 juli
- Qandeel Baloch (26), Pakistaans model en activiste[51]
- Carolyne Van Vliet (86), Nederlands-Amerikaans natuurkundige[52]
- Hans Vlek (69), Nederlands dichter[53]

### 16 juli
- Riny van der Bie-van Vliet (68), Nederlands burgemeester[54]
- Rudi Polder (89), Nederlandse kunstschilder[55]
- Hugo Rietveld (84), Nederlands natuurkundige[56]
- Nate Thurmond (74), Amerikaans basketballer[57]
- Alan Vega (78), Amerikaans zanger en muzikant[58]
- Claude Williamson (89), Amerikaans jazzpianist[59]

### 17 juli
- Rafael Aguilar Talamantes (76), Mexicaans politicus[60]
- Godfried Brenninkmeijer (83), Nederlands ondernemer[61]
- Achille Casanova (74), Zwitsers politicus[62]
- Paul Johnson (81), Amerikaans ijshockeyspeler[63]

### 18 juli
- Uri Coronel (69), Nederlands voetbalbestuurder[64]
- Bloeme Evers-Emden (89), Nederlands kinderpsycholoog en Holocaustoverlevende[65]
- Billy Name (76), Amerikaans fotograaf[66]
- Matilda Rapaport (30), Zweeds skiester[67]

### 19 juli
- Carmen Hernández (85), Spaans catecheet[68]
- Garry Marshall (81), Amerikaans filmregisseur[69]

### 20 juli
- Dominique Arnaud (60), Frans wielrenner[70]
- André Isoir (81), Frans organist[71]
- Ferdinand Langen (97), Nederlands schrijver[72]
- Pavel Sjeremet (44), Wit-Russisch journalist[73]

### 21 juli
- Luc Hoffmann (93), Zwitsers natuurbeschermer en bestuurder[74]
- Jan Peeters (82), Belgisch sportbestuurder en rechter[75]
- Des Rea (72), Brits bokser[76]
- Lewie Steinberg (82), Amerikaans bassist[77]

### 22 juli
- Ursula Franklin (94), Canadees natuurkundige en feministe[78]

### 23 juli
- André Clergeat (89), Frans jazzcriticus[79]
- Thorbjörn Fälldin (90), Zweeds politicus[80]
- Ab van Ieperen (72), Nederlands journalist en regisseur[81]
- Marceau Long (90), Frans ambtenaar[82]
- Boy-Boy Mosia (31), Zuid-Afrikaans voetballer[83]

### 24 juli
- Marni Nixon (86), Amerikaans actrice, zangeres[84]

### 25 juli
- Jaap Bontenbal (86), Nederlands voetbalbestuurder[85]
- Artur Correia (66), Portugees voetballer[86]
- Judith Love Cohen (82), Amerikaanse ingenieur[87]
- Bülent Eken (92), Turks voetballer[88]
- Paskal Deboosere (53), Belgisch presentatrice[89]
- Tim LaHaye (90), Amerikaans predikant en schrijver[90]

### 26 juli
- Denis Dubourdieu (67), Frans oenoloog[91]
- Jacques Hamel (85), Frans priester[92]
- Mohamed Khan (74), Brits-Egyptisch cineast[93]
- Sandy Pearlman (72), Amerikaans muziekjournalist, songschrijver, producer en platenbaas.[94]
- Sylvia Peters (90), Brits actrice en televisiepresentratice[95]

### 27 juli
- Jerry Doyle (60), Amerikaans acteur[96]
- Piet de Jong (101), Nederlands politicus en marineofficier, minister-president van Nederland[97]
- Máximo Mosquera (90), Peruviaans voetballer[98]
- Einojuhani Rautavaara (87), Fins componist en muziekpedagoog[99]

### 28 juli
- Ivo Bakelants (81), Belgisch glazenier[100]
- Louis Châtellier (81), Frans historicus[101]
- Jacqueline Crevoisier (74), Zwitsers auteur[102]
- Mahasweta Devi (90), Indiaas schrijfster[103]
- Vivean Gray (92), Brits-Australisch actrice[104]
- Émile Derlin Zinsou (98), Benins politicus[105]

### 29 juli
- Ken Barrie (83), Brits stemacteur[106]
- Daasebre Gyamenah (37), Ghanees zanger[107]
- José Menese (74), Spaans zanger[108]
- Jacob de Mos (97), Nederlands zeeman, marinier en Engelandvaarder[109]
- Roger Troch (68), Belgisch radiopresentator en diskjockey[110]
- Wim De Wulf (60), Belgisch muzikant, zanger en acteur[111]

### 30 juli
- Gloria DeHaven (91), Amerikaans actrice[112]
- Nigel Gray (68 of 69), Brits platenproducent[113]
- Vincent Huang Shoucheng (93), Chinees rooms-katholiek bisschop[114]
- Bertrand Schwartz (97), Frans ingenieur en pedagoog[115]

### 31 juli
- Bobbie Heine-Miller (106), Zuid-Afrikaans tennisspeelster[116]
- Fazil Iskander (87), Russisch schrijver[117]
- Chiyonofuji Mitsugu (61), Japans sumoworstelaar[118]
- Mike Mohede (32), Indonesisch zanger[119]
- Destin Onka Malonga (28), Congolees voetballer[120]
- Seymour Papert (88), Zuid-Afrikaans wiskundige en psycholoog[121]
- Angelika Schrobsdorff (88), Duits schrijfster[122]

januari ·
februari ·
maart ·
april ·
mei ·
juni ·
juli ·
augustus ·
september ·
oktober ·
november ·
december
1900 ·
1901 ·
1902 ·
1903 ·
1904 ·
1905 ·
1906 ·
1907 ·
1908 ·
1909 ·
1910 ·
1911 ·
1912 ·
1913 ·
1914 ·
1915 ·
1916 ·
1917 ·
1918 ·
1919 ·
1920 ·
1921 ·
1922 ·
1923 ·
1924 ·
1925 ·
1926 ·
1927 ·
1928 ·
1929 ·
1930 ·
1931 ·
1932 ·
1933 ·
1934 ·
1935 ·
1936 ·
1937 ·
1938 ·
1939 ·
1940 ·
1941 ·
1942 ·
1943 ·
1944 ·
1945 ·
1946 ·
1947 ·
1948 ·
1949 ·
1950 ·
1951 ·
1952 ·
1953 ·
1954 ·
1955 ·
1956 ·
1957 ·
1958 ·
1959 ·
1960 ·
1961 ·
1962 ·
1963 ·
1964 ·
1965 ·
1966 ·
1967 ·
1968 ·
1969 ·
1970 ·
1971 ·
1972 ·
1973 ·
1974 ·
1975 ·
1976 ·
1977 ·
1978 ·
1979 ·
1980 ·
1981 ·
1982 ·
1983 ·
1984 ·
1985 ·
1986 ·
1987 ·
1988 ·
1989 ·
1990 ·
1991 ·
1992 ·
1993 ·
1994 ·
1995 ·
1996 ·
1997 ·
1998 ·
1999 ·
2000 ·
2001 ·
2002 ·
2003 ·
2004 ·
2005 ·
2006 ·
2007 ·
2008 ·
2009 ·
2010 ·
2011 ·
2012 ·
2013 ·
2014 ·
2015 ·
2016 ·
2017 ·
2018 ·
2019 ·
2020 ·
2021 ·
2022 ·
2023 ·
2024 ·
2025